# Mariental Rurale
Il distretto elettorale di Mariental Rurale è un distretto elettorale della Namibia situato nella Regione di Hardap con 15.308 abitanti al censimento del 2011. Il capoluogo è la città di Mariental.

## Città
I principali centri urbani del distretto sono i seguenti:
- Aranos
- Gochas
- Stampriet
- Witbooisvlei